# 10セント硬貨 (アメリカ合衆国)
ダイム（英: Dime）として知られるアメリカ合衆国10セント硬貨は、1アメリカドルの10分の1と同等の価値を持つ硬貨である。硬貨は現在アメリカ合衆国の中で製造・流通する全硬貨の中で最も薄く、直径は最小である。表側にはアメリカ合衆国第32代大統領を務めたフランクリン・ルーズベルトの肖像が描かれ、裏側にはオークの松明とオリーブの枝に覆われた、アメリカ合衆国のモットー「E pluribus unum （多数からなる一つ）」がデザインされている。硬貨には実際の価値を示す「10セント」といった単位は記されておらず、「one dime （1ダイム）」と刻まれているのみである。

## 概要
ダイム硬貨は、1792年の貨幣法によってその権限を与えられ、1796年より製造が始まった。最初のダイムは自由の女神像（リバティ）を象った女性の横顔が表側に、ワシの姿が裏側に描かれている。硬貨の表と裏にはこのモチーフをもとに、1837年まで3つの異なったデザインが描かれた。1837年から1891年にかけ、「シーテッド・リバティ（自由の女神の座像）」がデザインされた硬貨が発行され、盾の横に座った女神が描かれた。1892年、同じく自由の女神を模した女性の頭部の描写が再び硬貨に用いられるようになり、硬貨のデザイナーであるチャールズ・E・バーバーの名前から「バーバー・ダイム」と呼ばれた。1837年より後に製造されたこれら2つの種類の硬貨には、裏側の花冠に飾り付けられた「ONE DIME」の文字が刻まれた。1916年、羽つき帽をかぶった自由の女神の横顔が硬貨の表側にデザインされ、通常「マーキュリー・ダイム」と誤称される。この硬貨の裏側には束桿（そっかん）が彫られた。現在の硬貨のデザインへ変更が行われたのは1946年である。
その製造の歴史の中で、硬貨に含まれる金属の比率や直径は変えられてきた。最初は硬貨の大きさが19mm (0.75in) の幅で造られていたが、1828年に現在のサイズである17.91mm (0.705 in) へ変更されている。当初は89.24%の銀と10.76%の銅で構成されていた硬貨も、1837年を境に90%の銀と10%の銅へと比率が改められた。この構成で硬貨は1966年まで製造された。しかし、1965年と1966年に製造された硬貨は、1964年の製造年が刻まれている。1965年初頭、ダイム硬貨は白銅などで構成される、クラッドメタルと言う張り合わせ合金を用いて製造され始め、現在もこの製造法が続いている。
「ダイム」という語は古フランス語の「disme （現代フランス語では dîme と綴る）」の借用で、「1/10（十分の一）」（転じて十分の一税」）を意味する。この「ダイム (DIME)」の文字は初期のパターン硬貨には「DISME」として刻まれていたが、1837年までどの硬貨にも用いられることはなかった。

## 略歴
アメリカ合衆国における10進法を基本とした硬貨製造の仕組みは、トマス・ジェファーソン、ベンジャミン・フランクリン、アレクサンダー・ハミルトン、デヴィッド・リッテンハウスによって1783年に提案がなされた。合衆国の初代財務長官を務めていたハミルトンは、議会の記録の中でこうした6つの硬貨の発行を推奨している。6枚の新硬貨案のなかには銀貨があり、これは「価値や重さが、1単位あたりの銀及びドルの10分の1に相当するもの」とされた。ドルの10分の1ということから、この新しく製造される硬貨の名称は「tenth （テンス、10分の1）」とされた。
1792年4月2日に通過した貨幣法は、銀の重さとドルの価値の10分の1に値する、「disme」硬貨の製造を認可するものであった。この硬貨の構成は、銀89.24%と銅10.76%だった。1792年に僅かな枚数の「disme」硬貨が製造されたが、世間一般に流通することはなかった。これらの中には銅の試し打ち硬貨があるなど、実際には1792年の硬貨が流通を目的としない試鋳貨幣に過ぎなかったことを示している。その後硬貨の需要が無く、アメリカ合衆国造幣局で硬貨の製造に問題があったため、1796年まで10セント硬貨は流通用として製造されなかった。
「ドレイプト・バスト」と呼ばれる最初の10セント硬貨は、コインの価値を示す「 - cent」等の刻印が描かれていなかった。これは1809年に「キャップト・バスト」と称される種類の硬貨の発行が始まるまで続いた。このキャップト・バスト硬貨は、裏側に価値を表す「10 C.」のマークが印されている。こうした硬貨が製造されていた間は、造られる期間も不規則で、1799年や1806年はドレイプト・バスト硬貨が製造されておらず、その次の種類であるキャップト・バスト硬貨も製造されたのは1809年、1811年、1814年、1820年のみである。1827年よりほぼ毎年硬貨の製造がおこなわれているが、中には製造数が極端に限られていた年もみられる。
1837年、ダイムは「シーテッド・リバティ」硬貨へとデザインが変更された。これはその前年にデザインされた「シーテッド・リバティ・ダラー」硬貨と同様の意匠である。加えて、硬貨の大きさや銀の含有量にも変更が施された。このシーテッド・リバティ・ダイムは54年間製造され、2001年にルーズベルト・ダイムが55年を迎えるまで最も長く硬貨に使用されたデザインだった。
1892年、バーバー・ダイムがお披露目となり、1916年まで製造が続けられた。中でも「1894-S」版のバーバー・ダイムは著名であり、たった24枚の硬貨が打ち出されたことが確認されているほか、そのうち9枚のみが未だに存在している。2005年5月7日にはオークションにてその9枚のうちの1枚が130万ドルという高値で落札され、オークション史上最も高い落札額のダイム硬貨となった。
その後も「1894-S」版は、しばしばオークションにかかり、2016年には約200万ドル、2019年には132万ドルで落札された記録が残る。
バーバー・ダイムのデザインは1916年に、通称「マーキュリー・ダイム」と呼ばれる「ウィングド・リバティ・ヘッド」へと切り替えられた。この硬貨の表側に描かれている肖像はローマの神であるメルクリウスであると勘違いされるが、これは自由の女神リバティを描いたものである。他の10セント硬貨も、ルーズベルト・ダイムを除く全ての肖像が自由の女神をイメージして描かれている。マーキュリー・ダイムはアメリカ合衆国の硬貨の中でも、視覚的に最も魅力ある硬貨の一つであると考えられており、多くの収集家が捜し求めている。
マーキュリー・ダイムの次は1946年、その前年4月に逝去したフランクリン・D・ルーズベルト大統領に敬意を表しデザインされた、「ルーズベルト・ダイム」に取って代わる。当時は25年間隔であれば議会の承認無しに硬貨のデザインを変更できたため、他の硬貨でもデザインの変更が可能であったが、大統領の肖像を描いた最新のデザインは10セント硬貨に取り入れられることとなった。これはルーズベルト大統領が急性灰白髄炎のための国営基金を設立していたことに関連する。この基金は「マーチ・オブ・ダイムズ」として知られ、後に公式な名称として採用された。ダイム硬貨はその導入以来、重大なデザインの変更を経験していなかったが、1965年に構成されている金属の割合が著しく変更された。1965年の貨幣法で、ダイム硬貨の他25セント硬貨や、（1971年には）50セント硬貨からも含まれている銀を取り除くことが盛り込まれ、75パーセントの銅と25パーセントのニッケルの合金を用いるよう修正された。しかし、1965年と1966年にも銀を含んだダイム硬貨が製造されており、在庫を防ぎ製造量を増やすために製造年を「1964年」とした。ルーズベルト・ダイムは現在も一般に流通しており、大きなデザイン変更も計画されていない。2003年に共和党議会議員がルーズベルトの肖像をロナルド・レーガン大統領の肖像へと切り替える試みが行われたが、提案は長続きせずに終わった。
10セント硬貨の縁に現在もギザギザの凹凸が見られるのは、初期のデザインの名残である。当時は縁だけを削って貯めたもので利益を得たのち、削り終えた硬貨を普通に使うなどの不正使用や偽造を妨げるため、金貨や銀貨にはこうしたギザギザの凹凸が付けられていた。現在、貴金属が含まれている硬貨は、流通を目的として製造されていない。しかし、こうした広く流通する通貨に現在もギザギザの凹凸が用いられているのは、目の不自由な人々が触れることで、どの硬貨なのかを判別するのに便利であるためだとされている。現在10セント硬貨の縁には118個のギザギザの溝がある。

## デザインの歴史
1796年に初めて導入されて以来、10セント硬貨は6つの主な種類がこれまで発行されている。右側の年は発行された期間を、そして「バーバー・ダイム」を除き、6種類の呼称はそれぞれ硬貨の表側に描かれたデザインを表している。
- ドレイプト・バスト（Draped Bust、長髪の人物の胸像） - 1796年 - 1807年
- キャップト・バスト（Capped Bust、帽子を被った人物の胸像） - 1809年 - 1837年
- シーテッド・リバティ（Seated Liberty、座った女神） - 1837年 - 1891年
- バーバー（Barber、人物の横顔） - 1892年 - 1916年
- ウィングド・リバティ・ヘッド（Winged Liberty Head、別名マーキュリー） - 1916年 - 1945年
- ルーズベルト（Roosevelt、ルーズベルト大統領の横顔） - 1946年 - 現在

1796年から1837年にかけて、10セント硬貨は89.24%の銀と10.76%の銅で構成され、額面の10セントよりも硬貨の価値が上昇してしまうのを防ぐために、硬貨の大きさをかなり小さくすることが求められた。硬貨に含まれる金属の構成は、シーテッド・リバティ・ダイムが導入された1837年に変更され、銀90%と銅10%の含有率で製造されるようになった。この新しい硬貨の本質的な金属価値を維持するため、硬貨の直径はそれまでの18.8mm (0.74 in) から、現在の大きさと同じ17.9mm (0.705 in) へと縮小された。
1965年の貨幣法の一節により、硬貨に含まれる銀は完全に取り除かれることとなった。よって1965年から現在まで製造されているダイム硬貨は、75%の銅と25%のニッケルで出来ている。アメリカ合衆国造幣局が1992年より発行を始めた年次の銀貨セットでは、10セント硬貨が1965年以前の基準である銀90%と銅10%の構成で造られている。こうした硬貨のセットは収集家向けに作られたものであり、一般に流通させることを目的としたものではない。

### ドレイプト・バスト（1796年 - 1807年）

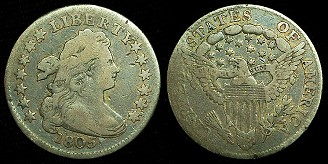
1805年のドレイプト・バスト・ダイム

最初に流通した10セント硬貨は、1796年のドレイプト・バスト・ダイム (Draped Bust dime) である。硬貨の両面のデザインは当時一般に出回っていた他の硬貨と同じで、こうしたデザインは一般に「ドレイプト・バスト/スモール・イーグル」デザインと呼ばれた。このデザインは造幣局の主任彫刻家を務めていたロバート・スコットによるものである。表側に描かれている女神の肖像は、ギルバート・スチュワートによって描かれたアン・ウィリング・ビンガムの肖像画を基にして作られたものである。このアン・ビンガムはフィラデルフィアの社交界で著名な女性であり、フィラデルフィアの政治家であるウィリアム・ビンガムの妻である。裏側のデザインは、ヤシとオリーブの枝に囲まれ、雲にとまっている小さなハクトウワシが描かれている。1792年の貨幣法では1セント硬貨と50セント硬貨のみが通貨単位の表示を求められていたため、このドレイプト・バスト・ダイムは表面に何セントなのかが刻印されていない。
1796年のダイム硬貨はその表側に15個の星が描かれており、当時のアメリカにおける州の数を表している。その後、最初の方に製造された1797年の硬貨には16個の星が描かれており、テネシー州が16番目の州として承認されたことを反映している。しかし、加わった州の数を一つ一つ硬貨に描き足していくとデザインに混乱が起こることから、当時造幣局の重役の位に就いていたエリアス・ボウディノットは、元々の13植民地を表す13個の星を硬貨にデザインするよう命じた。そのため、1797年のダイム硬貨には、星が13個描かれたものと15個描かれたものの両方が存在する。
また、裏面に再びロバート・スコットがデザインした、ヘラルディック・イーグルと呼ばれるワシが描かれた10セント硬貨が1798年、新たにお披露目となった。表側はそれ以前のデザインと同じものが継続されたが、裏側のワシはそれまで一般に「やつれたワシ」とも非難されていたワシの絵から、合衆国の国璽が彫られたものへと変更されたのである。1799年と1806年の製造年が刻まれたダイム硬貨は造られていないが、このドレイプト・バスト/ヘラルディック・イーグルは1807年まで造られ続けた。また、どちらの硬貨も89.24%の銀と10.76%の銅で構成されている。

### キャップト・バスト（1809年 - 1837年）

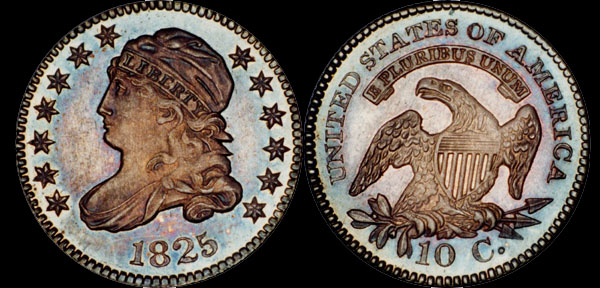
1825年のキャップト・バスト・ダイム

ドレイプト・バストは、造幣局の彫刻助手、ジョン・ライヒによってデザインされた、キャップト・バスト・ダイム (Capped Bust dime) へと受け継がれた。表裏どちらの面にも大きな変更が加えられている。新たに造られた硬貨の表側には、帽子をかぶり左を向いた人物の胸像が描かれている。裏側は強さを象徴する3本の矢と、平和を象徴するオリーブの枝をつかんでいるハクトウワシが描かれている。また、ワシの胸を覆っているのは、6つの平行線と13の垂直線の縞模様が描かれた合衆国の盾である。その他、裏側には「10C（10セント）」という文字も刻まれている。これ以降のダイム硬貨には「ONE DIME （1ダイム）」とはっきりその価値が彫られるようになったことから、このキャップト・バスト・ダイムのみが「C」という略称を用いるなど硬貨の価値を明示していない10セント硬貨である。
1828年まで製造されたキャップト・バスト・ダイムは、大きなタイプのものとして知られる。これは特に製造に必要な機械の部品を使わずに硬貨を打ち抜いており、やや広がった形になるためだった。1828年、造幣局の主任彫刻家ウィリアム・ニースにより、新しい製造法が導入されるようになった。これにより、硬貨の縁にギザギザの溝をつける工程がオートメーション化されることとなる。また、硬貨の直径を規格化するのに加え、造幣局は新たな製造法によるより薄い硬貨の製造を許可された。この当時、質量や合金の基準を維持するため、ほとんどの硬貨の直径が縮小された。特に、10セント硬貨は18.8mmあった直径が18.5mmへと小さくなっている。このため、1828年より製造が始まったこの新しい方のキャップト・バスト・ダイムは、小さいタイプとして有名である。

### シーテッド・リバティ（1837年 - 1891年）

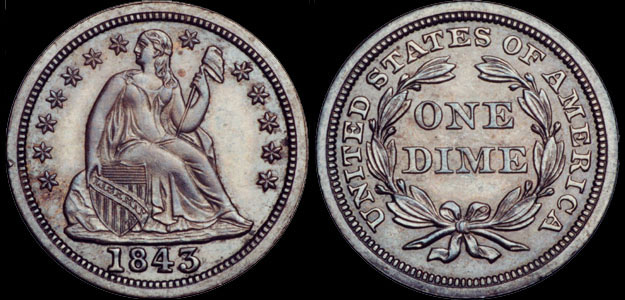
1843年のシーテッド・リバティ・ダイム。表側に星が描かれている。

19世紀末期にかけ、クリスチャン・ゴブレヒトによるシーテッド・リバティ・ダイム (Seated Liberty dime) の表側のデザインは、当時のアメリカ合衆国内で流通する全ての硬貨に描かれていた。造幣局のロバート・マスケル・パターソンは、イギリスの硬貨にも見られたブリタニアを思い起こさせるような、新しい硬貨のデザインを依頼していた。そこで硬貨の主任彫刻家であったウィリアム・ニースが原案となるスケッチを描いたが、描写に苦心し硬貨の金型を準備するにはやや難しくなった。そこで当時第2彫刻家の地位に就いたゴブレヒトへ、この仕事が課されたのである。
表側のデザインは、ドレスに身を包み杖を持った女神が、岩に座っている絵である。彼女の右手には、「LIBERTY」の刻印がある盾が置かれている。裏側には花冠に囲まれた「ONE DIME」の刻印が描かれている。全てのシーテッド・リバティ・ダイムは、90%の銀と10%の銅を含んでおり、直径は17.9mm (0.705 in) である。この大きさと金属の構成は、流通するダイム硬貨から銀が取り除かれる1965年まで続いた。
このダイムには種類が幾つかある。初期（1837年）の表側のデザインには、星が描かれていなかった。13植民地を表す13個の星が表側の周囲に加えられたのは1838年のことである。1860年代中頃に、これら星の絵は元々裏側にあった「United States of America」の銘に置き換えられた。同時に、裏側の花冠はトウモロコシや小麦、カエデ、オークの葉でできた花冠へと変更され、縁の近くまで拡げて描かれるようになった。この裏側のデザインは、製造が終わる1891年まで続けて使用され、1892年にバーバー・ダイムが登場して少し変更が加えられた。またもう一つ、1838年 - 1840年のダイムは、女神の左ひじの下に垂れ下がっているはずの掛け布が無い状態で製造された種類がある。
製造年の表示の両端に矢印がついている1853年と1873年のダイムは、硬貨の重量に変更があったことを示している。1853年の硬貨は2.67gから2.49gへ、そして1873年にはそこから2.5gへと変更された。最初の変更は銀の価格高騰を受けて行われたものだが、一方後者は1873年の造幣法によってもたらされたものである。この法律では、アメリカ合衆国の通貨を世界に通用するものにする試みで、当時のフランスの5フラン硬貨と重量比を一定にするため、10セント硬貨、25セント硬貨、50セント硬貨に少量の質量を加えることが盛り込まれていた。

### バーバー（1892年 - 1916年）

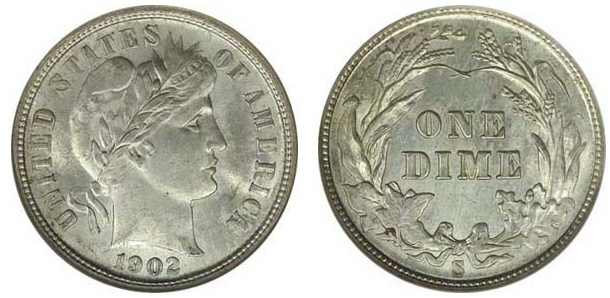
1902年のバーバー・ダイム

バーバー・ダイムはそのデザイナーであり、1879年 - 1917年まで合衆国造幣局の主任彫刻家であった、チャールズ・E・バーバーから名付けられたものである。同時期にこのデザインは25セント硬貨や50セント硬貨でも使用された。このデザインには当初アメリカの画家によりデザインされるはずだったが、報酬のことで造幣局と折り合いがつかず、その後一般公募も行ったがどれも満足のいくものではなかった。そこで造幣局に勤めるジェームズ・キンボールの後継者であったエドワード・O・リーチが、以前より選考に上がっていたバーバーに新しい硬貨のデザインを命じた。バーバーにとってはこれが最初から望んでいたことだったのではないかと考えられている。
それまでに造られた全ての10セント硬貨と同じく、バーバー・ダイムはその表側に女神の絵が描かれている。この女神は月桂樹の花冠にリボンのついたフリジア帽をかぶり、「LIBERTY」の刻印が入ったヘッドバンドを身につけている。この刻印は、バーバー・ダイムの保存状態を鑑定するための、カギとなる要素の一つである。この女神（リバティ）の肖像画は、当時のフランスの硬貨やメダルと同時に、ギリシャやローマの彫刻に影響を受け描かれた。また、表側には長らく使用されている13植民地をあらわした13個の星が、デザイン要素の一つに含まれている。裏側には、これより以前に製造されていたシーテッド・リバティ・ダイムの裏側にも使用されていたものと、ほぼ同一の花冠や刻印が描かれている。

### ウィングド・リバティ・ヘッド（マーキュリー）（1916年 - 1945年）

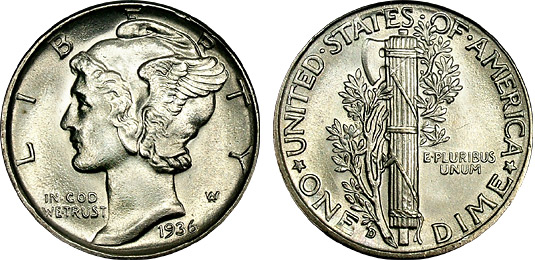
1936年のウィングド・リバティ・ヘッド（マーキュリー）・ダイム

通例この硬貨は「マーキュリー・ダイム」と呼ばれるが、硬貨にはローマ神話の神であるメルクリウス（英語読みではマーキュリー）は描かれておらず、また硬貨に水銀（英語でマーキュリー）も含まれていない。この硬貨の表側には、伝統的な自由の象徴であるフリジア帽をかぶった女神が描かれている。この帽子の羽は、思想の自由を象徴する意図がある。著名な彫刻家アドルフ・A・ウェインマンによりデザインされたこのウィングド・リバティ・ヘッド・ダイム (Winged Liberty Head dime) は、多くの人々よりこれまでにアメリカ合衆国で製造された硬貨の中でも最も美しいデザインの一つであると考えられている。銀90%、銅10%の金属構成と、17.9mmの直径は、バーバー・ダイムの頃より変わっていない。
アメリカの彫刻家、オーガスタス・セント・ゴーデンスに学んだウェインマンは、1915年に行われた硬貨のデザインコンテストで、他の2人の芸術家を押しのけて見事1位に輝いた。女神のモデルとしたのは、アメリカの詩人ウォーレス・スティーブンスの妻である、エルシー・カッチェル・スティーブンスではないかと考えられている。オリーブの枝が並列された束桿（ファスケス）が描かれている裏側のデザインは、アメリカの戦争への準備と同時に、平和への願望が象徴されている。しかし束桿は1922年以降のイタリアの独裁者ベニート・ムッソリーニ率いるファシスト党も象徴として用いており、戦時中には束桿のデザインが批判されることとなった。
主に1916年にデンバーで製造された10セント硬貨の大多数は、それまで製造していたバーバー・ダイムで占められていたために、「1916-D」版のダイムは264,000枚しか発行されておらず、収集家からの高い需要がある。こうしてこの「1916-D」ダイムは、比較的良い状態であればかなり高額の価値が付けられるようになった。また、希少価値が高いだけに硬貨の偽物も多い。
このシリーズの硬貨には製造のエラーが見られることも多くあり、束桿の真ん中にある2つの帯にあるはずの分け目の線が、部分的または完全に欠落したものが最も著名である。中でもフィラデルフィア造幣局で発行された1945年の硬貨は、その殆どがこの真ん中の帯の水平な線が左から右へ完全に表れておらず、結果としてこうした硬貨が流通していない通常の硬貨よりも価値あるものとなった。また、1922年、1932年、1933年の製造年が刻まれた10セント硬貨は造られていない。そのほか、フィラデルフィア造幣局で1941年に製造された硬貨の上に1942年の刻印を押した硬貨も価値の高い種類である。デンバー造幣局で同年に製造された硬貨は、この年の刻印があまり見てすぐにわかるものではない。
収集家から特別に関心が寄せられるのは、硬貨の裏側にあり束桿を束ねている紐の絵の状態である。打ち抜かれた状態の良いものには、この2本の紐の間に分かれ目の線がはっきりと見え、「フル・スプリット・バンズ（完全に分かれた紐）」として知られる。こうした紐がはっきりと2本に分かれているのが見える硬貨は、それが見えないものよりも概して高い価値がつけられている。

### ルーズベルト（1946年 - ）

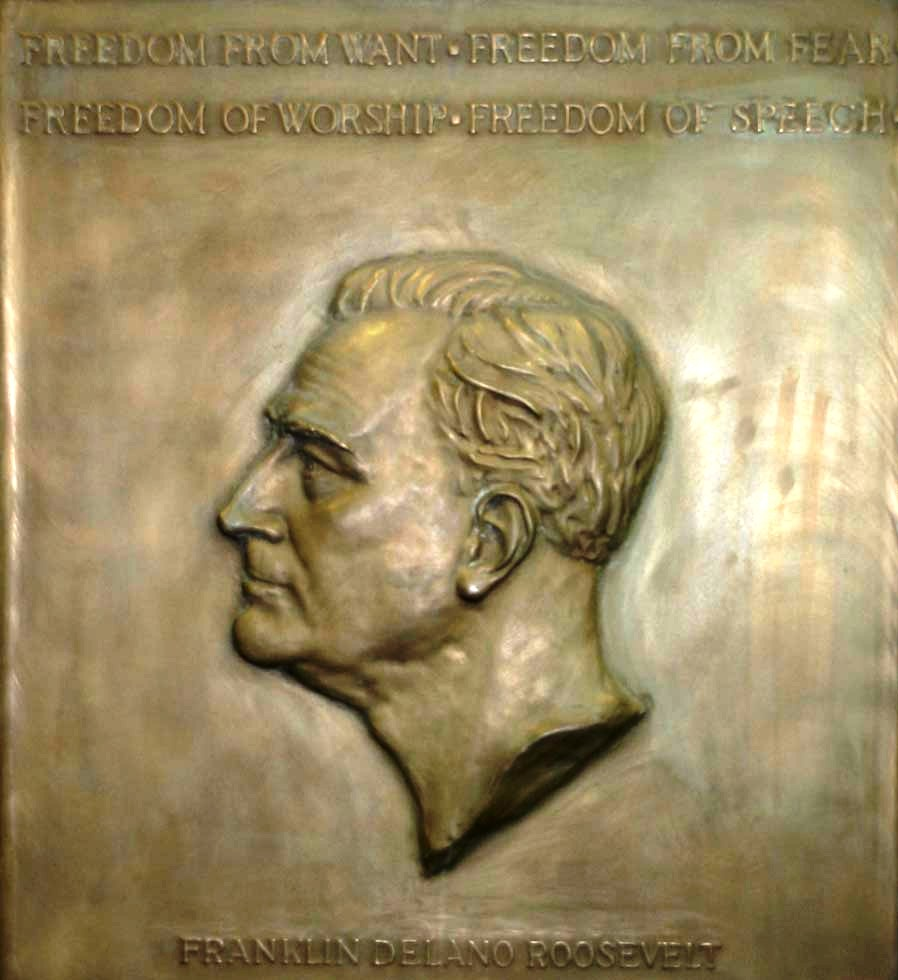
ワシントンD.C.のレコーダー・オブ・ディーズ・ビルディングにあるルーズベルト大統領の肖像

1945年4月、フランクリン・D・ルーズベルト大統領の逝去後すぐに、バージニア州の議員ラルフ・H・ドートンによってそれまでのマーキュリー・ダイムから、ルーズベルト大統領の肖像を描いた10セント硬貨へ交替させることを盛り込んだ法律案が提出された。肖像を描く硬貨に10セント硬貨が選ばれた理由の一部分は、後に「マーチ・オブ・ダイムズ」と名称を変える「全国小児麻痺協会（National Foundation for Infantile Paralysis、略称：NFIP）」の設立に尽力した功績を称えたためである。この財団は元々、ポリオの調査や病気に苦しむ人々とその家族へ向け、資金を募る役割を果たしていた。その後財団に郵便等で10セント硬貨を送る等、一般の人々より活動が推し進められ、ルーズベルト大統領が死去するころには、財団はすでに「マーチ・オブ・ダイムズ」として広く知られていたのである。
それまで他の著名な芸術家が描いた硬貨が長年続いたことがあったが、このルーズベルト・ダイムは考える期間が少なかったにも拘らず、造幣局の職員がデザインし40年以上も使用され続けた。これは、合衆国内で流通する通常の硬貨としては初である。硬貨のデザインには当時の彫刻家主任であったジョン・R・シノックが選ばれた。シノックの最初のデザイン案は、1945年10月12日に提出されたものの却下されたが、その後1946年1月6日に2番目の案が承認された。
こうしてルーズベルト・ダイムは、ルーズベルト大統領の64回目の誕生日となるはずだった1946年1月30日に一般へ封切りとなった。シノック自身がデザインした彼の「J・S」のイニシャルは、硬貨の表側にあるルーズベルトの首の基部に刻まれている。裏側には松明・オリーブの枝・オークの枝が描かれており、それぞれ自由・平和・勝利を象徴している。
しかし、アメリカ国内では強い反共産主義的な感情から流通する硬貨に対して論争が持ち上がり、シノックの名前の頭文字であるJ・Sが、造幣局に潜むソビエト連邦の秘密工作員によって刻まれたヨシフ・スターリン (Joseph Stalin) の頭文字ではないかとの噂が挙がった。造幣局はイニシャルはシノックのものであるとして、すぐさま噂を論破する声明を出した。このダイム発行の2年後にシノックはフランクリン・ハーフ・ダラー硬貨のデザインを行ったが、この際彼のイニシャルを「JRS」と刻んであるのは、こうした議論を避けるためだったのかもしれない。ちなみに、スターリンのミドルネームはヴィサリオノヴィチ (Vissarionovich) である。
シノックのデザインに持ち上がったもう一つの論争は、ルーズベルトの肖像にまつわるものであった。硬貨の流通後すぐに、シノックはアフリカ系アメリカ人の彫刻家セルマ・バークが製作した浅浮き彫りの作品を盗用したものではないかとする説が挙がった。これは1945年9月に、ワシントンD.C.にあるレコーダー・オブ・ディーズ・ビルディングで公開されたものである。シノックはこれを否定し、単に以前の自身によるデザインを利用しただけであると主張した。
1965年の貨幣法の一節に、ダイム硬貨の金属構成を銀90%・銅10%から、銅75%・ニッケル25%の2層合金へ変更することが盛り込まれていた。これにより硬貨は従来の質量（それまでの2.5gから2.27gへ変更）や、電気学上の特性（電気を帯びる自動販売機にとっては重要）もよく似ており、最も重要な事に銀などの貴金属も含んでいない。
構成が変えられた後すぐに、人々は銀を含んだ10セント硬貨を使わないでおくようになり（グレシャムの法則を参照）、他の25セント硬貨や50セント硬貨と同じく銀を含んだダイム硬貨は姿を消すようになった。現在はこうした10セント硬貨がかなり希少なものとなったが、稀にお釣りとして返ってきた小銭の中に入っているかも知れない。
造幣局は、1992年より製造を開始した収集家向けの貨幣セット用に、再び銀貨を導入した。今日まで続いているこのセットシリーズには、銀を90%含んだルーズベルト・ダイム、ワシントン・クオーター、ケネディ・ハーフ・ダラーのプルーフ硬貨が含まれている。
1946年以来、ルーズベルト・ダイムは毎年製造されている。1955年まではフィラデルフィア・デンバー・サンフランシスコの全造幣所で製造がおこなわれていた。また、1968年よりサンフランシスコの造幣所がプルーフ硬貨のみを製造している。1964年までの硬貨には、松明の絵の左側に「D」及び「S」の造幣所のマークが見られる。1968年からは、マークが製造年の表示の上に刻まれるようになった。この間の1965年から1967年まではマークが刻まれず、またフィラデルフィアで造られた硬貨には1980年までマークが付けられていなかった。1982年のダイムには、この「P」のマークが欠落したエラー硬貨が存在し、現在高値で取引されている。デザインから50周年を記念して、1996年の貨幣セットに含まれている、ウェスト・ポイント造幣所で製造されたダイム硬貨には、「W」のマークが刻まれている。
2003年、共和党の保守派がダイム硬貨からルーズベルトの肖像の使用を取りやめ、存命にも拘らずロナルド・レーガン大統領の肖像にするよう提案した。これによる法案が2003年11月にインディアナ州の共和党員、マーク・ソウダーによって提出された。しかし、これにはレーガンの妻であるナンシー・レーガンも反対している。2004年6月にレーガン大統領が逝去した後、この法案は支持を得たが、ソウダー自身が今後この案についてそれ以上従事しない考えを示し、ルーズベルトの肖像が継続して使用されることとなった。

## 参考
以下は翻訳元（en:Dime (United States coin)）の出典項目である。
- "Draped Bust/Small Eagle Dimes 1796–1797". CoinResource アクセス日時2006年7月18日
- "Dimes". コインファクツ.com アクセス日時2006年7月18日
- "1894-S Barber Dime Sells for $1.3 Million at Auction". Scoop アクセス日時2006年7月18日
- "Mercury Head Dimes". コインファクツ.com アクセス日時2006年7月19日
- "U.S. Coins" Federal Reserve Bank of Atlanta アクセス日時2006年7月19日
- デイヴィッド・ラング 『History of the United States Mint and Its Coinage』 Whitman Publishing 2005年 ISBN 0-7948-1972-9
- レス・クリスティー 『Reagan dime off the table』 June 22, 2004. CNNMoney.com. アクセス日時2006年7月19日
- "Frequently Asked Questions". The United States Mint. アクセス日時2006年7月19日
- R.S.エオマン 『A Guide Book of United States Coins (2004 edition)』 Whitman Publishing, 2003年 ISBN 1-58238-199-2
- "1796–97 DIME DRAPED BUST SMALL EAGLE". CoinSite アクセス日時2006年7月20日
- "1798–1807 DIME DRAPED BUST HERALDIC EAGLE". CoinSite. アクセス日時2006年7月20日
- "1809–28 DIME CAPPED BUST LARGE SIZE". CoinSite. アクセス日時2006年7月20日
- "1828–37 DIME CAPPED BUST SMALL SIZE". CoinSite. アクセス日時2006年7月20日
- "1837–38 DIME SEATED LIBERTY NO STARS". CoinSite. アクセス日時2006年7月21日
- "1873–74 DIME SEATED LIBERTY WITH ARROWS". CoinSite. アクセス日時2006年7月13日
- "1892–1916 DIME BARBER". CoinSite. アクセス日時2006年7月13日
- "The Barber Silver Coins: Plain but Fancied by Many Collectors". Jefferson Coin & Bullion, Inc. アクセス日時2006年7月21日
- "The ‘Mercury’ Dime: A Tiny Coin of Great Beauty". Jefferson Coin & Bullion, Inc. アクセス日時2006年7月21日
- ダニエル・ゴーバート 『Grandma's Mercury Dimes』 CoinResource. アクセス日時2006年7月24日
- ドム・ヤンチュナス 『The Roosevelt Dime at 60』 COINage Magazine 2006年2月
- "Conservatives want Reagan to replace FDR on U.S. dimes". USA Today. アクセス日時2006年7月12日
- レイモンド・F・ハニスコ 『The Roosevelt Dime』 BellaOnline. アクセス日時2006年7月14日
- "1946- DIME ROOSEVELT". CoinSite. アクセス日時2006年7月20日
- "Stalin for Dime". Snopes. アクセス日時2006年7月12日
- 『Coins: Questions and Answers』 1964年版 Krause Publications
- "Dr. Selma Burke". October Gallery. アクセス日時2006年7月20日
- "Designer of the Dime". Infoplease. アクセス日時2006年7月22日
- "LBJGWB SILVER". The Silver Bear Cafe. アクセス日時2006年7月20日